# NGC 5074
NGC 5074 este o emission-line galaxy⁠(d) situată în constelația Câinii de Vânătoare. A fost descoperită în 13 martie 1785 de către William Herschel.